# Восприятие

Куб Неккера и вазу Рубина можно воспринимать более чем одним способом.

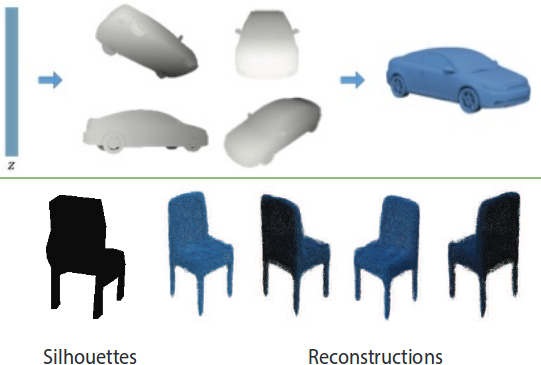
Люди способны очень хорошо догадываться о лежащей в основе категории 3D-формы / идентичности / геометрии, учитывая силуэт этой формы. Специалисты по компьютерному зрению смогли построить вычислительные модели для восприятия, которые проявляют сходное поведение и способны генерировать и восстанавливать разумные 3D-формы из одномерных или многомерных карт глубины или силуэтов

Закон закрытия. Человеческий мозг имеет тенденцию воспринимать полные формы, даже если эти формы являются неполными.

Восприя́тие, перце́пция (от лат. perceptio) — система обработки чувственных данных, включающая бессознательную и сознательную фильтрацию. 
Чувственное познание окружающего мира, субъективно представляющееся непосредственным. Содержание и качество восприятия иногда (но не всегда) можно изменить с помощью целевого внимания.

## Различные трактовки восприятия
Согласно философии эмпиризма, восприятие состоит из ощущений или, в более поздней версии этой философии, из так называемых чувственных данных (Дж. Мур, Б. Рассел и др.). Трактовка ощущений как элементарных «кирпичиков» психического получила особое распространение в ассоциативной психологии. Философская критика тезиса о возможности построения восприятия из ощущений или чувств была осуществлена, в частности, Г. Райлом и М. Мерло-Понти. В психологии XX века произошёл отказ от трактовки восприятия как соединения атомарных чувственных содержаний (ощущений); восприятие стало пониматься как целостное и структурное. Согласно современному психологу Дж. Гибсону, восприятие — это активный процесс извлечения информации об окружающем мире, включающий в себя реальные действия по обследованию того, что воспринимается. Понятое таким образом восприятие презентует субъекту те свойства внешнего мира, которые соотносятся с потребностями субъекта и выражают возможности его деятельности в данной реальной ситуации. Согласно У. Найссеру, извлечение информации происходит на основе имеющихся у субъекта схем различных предметов и мира в целом. Большинство из этих схем приобретается в процессе опыта, но есть и исходные схемы, которые являются врождёнными. Подобные идеи были высказаны также представителями когнитивной психологии, которые полагают, что восприятие — это процесс категоризации воспринимаемого, то есть отнесения воспринимаемых предметов к тому или иному классу (категории) объектов, начиная с таких категорий, как стол или дерево, и заканчивая такими, как предмет, причинность и так далее. Некоторые из этих категорий являются продуктом опыта, другие являются врождёнными.
Часть психологов продолжает рассматривать восприятие как синтез ощущений, при этом ощущения трактуются как возникающие в результате непосредственно чувственного познания субъективные переживания силы, качества, локализации и других характеристик воздействия стимулов на органы чувств.

## Уровни восприятия
Выделяются четыре операции или четыре уровня восприятия: обнаружение, различение, идентификация и опознание. Первые два относятся к перцептивным, последние — к опознавательным действиям.
Обнаружение — исходная фаза развития любого сенсорного процесса. На этой стадии субъект может ответить лишь на простой вопрос, есть ли стимул. Следующая операция восприятия — различение, или собственно восприятие. Конечный результат её — формирование перцептивного образа эталона. При этом развитие восприятия идёт по линии выделения специфического сенсорного содержания в соответствии с особенностями предъявляемого материала и стоящей перед субъектом задачи.
Когда перцептивный образ сформирован, возможно осуществление опознавательного действия. Для опознания обязательны сличение и идентификация.
Идентификация есть отождествление непосредственно воспринимаемого объекта с образом, хранящимся в памяти, или отождествление двух одновременно воспринимаемых объектов. Опознание включает также категоризацию (отнесение объекта к определённому классу объектов, воспринимавшихся ранее) и извлечение соответствующего эталона из памяти.

## Свойства восприятия
- Предметность — объекты воспринимаются не как бессвязный набор ощущений, а как образы, составляющие конкретные предметы.
- Структурность — предмет воспринимается сознанием уже в качестве абстрагированной от ощущений смоделированной структуры.
- Апперцептивность — на восприятие оказывает влияние общее содержание психики человека.
- Константность — постоянство восприятия одного и того же дистального объекта при изменении проксимального стимула.
- Избирательность — преимущественное выделение одних объектов по сравнению с другими.
- Осмысленность — предмет сознательно воспринимается, мысленно называется (связывается с определённой категорией), относится к определённому классу.

Осмысление состоит из этапов:
1. Селекция — выделение из потока информации объекта восприятия
2. Организация — объект идентифицируется по комплексу признаков
3. Категоризация и приписывание объекту свойств объектов этого класса

### Целостность восприятия
Целостность (целостность восприятия) — свойство восприятия, состоящее в том, что всякий объект, а тем более пространственная предметная ситуация воспринимаются как устойчивое системное целое, даже если его некоторые части в данный момент нельзя наблюдать (например, тыльная часть вещи): актуально не воспринимаемые признаки всё же оказываются интегрированными в целостный образ этого объекта.
Проблема целостности восприятия впервые была экспериментально исследована представителями гештальтпсихологии — М. Вертгеймером, В. Кёлером и др. Здесь целостность выступает как изначальное свойство восприятия, определяемое законами сознания.
Другой подход, принятый в советской психологии, рассматривает целостность восприятия как отражение целостности, объективно присущей воспринимаемому. Образ, формируемый в процессе отражения действительности, имеет высокую избыточность — некая совокупность компонент образа содержит информацию не только о самой себе, но и о других компонентах и об образе в целом. Степень отчётливости этого восприятия зависит от предвосхищения актуально невоспринимаемых частей объекта.

### Константность восприятия
Константность — постоянство восприятия одного и того же дистального объекта при изменении проксимального стимула, способность распознавать один и тот же объект на основе различающейся сенсорной информации (ощущений). Воспринимаемый в различных обстоятельствах и условиях объект рассматривается как один и тот же. Так, яркость объекта как величина характеризующая отражённый свет изменяется если переместить его из слабо освещённой комнаты в комнату с хорошим освещением. Тем не менее объект при изменении проксимальной стимульной информации в обоих случаях рассматривается как один и тот же. Можно выделить константность таких свойств объекта как размер, форма, яркость, цвет. Константность восприятия формы исследуется на установке, основными элементами которой являются квадрат-эталон (со стороной 10 см) и прямоугольник-измеритель (шириной 10 см). Квадрат-эталон всегда в опыте наклонён к наблюдателю, а плоскость прямоугольника-измерителя должна быть перпендикулярна оси зрения испытуемого. Высота прямоугольника-измерителя может изменяться испытуемым с помощью специальной кнопки. Испытуемого просят подобрать такую высоту прямоугольника-измерителя, чтобы он имел ту же видимую форму, что и наклонённый квадрат-эталон. В опыте варьируется наклон квадрата-эталона (25°, 30°, 35° и 40°). Для каждого значения наклона эталона испытуемый четыре раза подравнивает высоту измерителя. Таким образом получаются данные для вычисления коэффициента константности.
Константность восприятия измеряется коэффициентом константности по формуле Брунсвика — Таулесса:
{\displaystyle K={\frac {V-P}{R-P}}}
где {\displaystyle V} — высота прямоугольника-измерителя, которую установил испытуемый в стремлении подравнять видимые формы измерителя и эталона,
{\displaystyle R} — высота квадрата эталона, {\displaystyle P=R\cdot \cos \alpha },
где {\displaystyle \alpha } — угол наклона квадрата-эталона.
Константность восприятия формы в опытах с инверсией поля зрения с помощью инвертоскопа падает до нуля, а в процессе адаптации восстанавливается, достигая доэкспериментального уровня. Эксперименты с инверсией поля зрения человека проводятся для исследования механизмов константности зрительного восприятия.

Одно из объяснений константности восприятия основывается на различении восприятия и чувствительности (ощущения). Восприятие действительных свойств объектов это субъективный психический процесс связывающий ощущения (чувственный опыт) свойств объекта с другой стимульной информацией. 

Пример иллюзии Понцо. Обе горизонтальные линии имеют одинаковый размер.

Так свойство размера объекта связывается с расстоянием до объекта, яркость объекта связывается с освещённостью. Субъективный психический процесс восприятия, который позволяет человеку признавать объект одним и тем же даже если он располагается на разном расстоянии от него (у объекта в таком случае различный угловой размер — если он на большом расстоянии — малый угловой размер, если на маленьком расстоянии — большой угловой размер) в некоторых случаях сопровождается «регрессом к действительным объектам». Примером регресса к действительным объектам как следствия константности восприятия являются оптические иллюзии. Так иллюзия Понцо показывает, как осуществляемая восприятием регрессия к действительным объектам, которые располагаются в трёхмерном мире, в случае с двухмерным объектом — рисунком — заставляет человека воспринимать горизонтальный отрезок у сходящихся концов вертикальных линий как более длинный, чем отрезок, расположенный у расходящихся концов тех же вертикальных линий, как будто последний расположен «ближе» к наблюдателю.

## Факторы восприятия

### Внешние
- размер
- интенсивность (в физическом или эмоциональном плане)
- контрастность (противоречие с окружением)
- движение
- повторяемость
- новизна и узнаваемость

### Внутренние
- стереотипность восприятия, установка восприятия: ожидание увидеть то, что должно быть уви́дено по прошлому опыту
- потребности и мотивация: человек видит то, в чём нуждается или что считает важным
- опыт: человек воспринимает тот аспект стимула, которому научен прошлым опытом
- я-концепция: восприятие мира группируется вокруг восприятия себя
- личностные особенности: оптимисты видят мир и события в позитивном свете, пессимисты, напротив, — в неблагоприятном

Три механизма селективности восприятия:
- принцип резонанса — соответствующее потребностям и ценностям личности воспринимается быстрее, чем несоответствующее
- принцип защиты — противостоящее ожиданиям человека воспринимается хуже
- принцип настороженности — угрожающее психике человека распознаётся быстрее прочего

## Формы и принципы восприятия
- Фигура — фон — восприятие выделяет фигуру из фона.
- Константность — объекты длительное время воспринимаются одинаково.
- Группировка — однообразные стимулы группируются в структуры.

Принципы группировки:
- Близость — расположенное рядом воспринимается вместе.
- Подобие — схожее по каким-то признакам воспринимается вместе.
- Замкнутость — человек склонен заполнять пробелы в фигуре.
- Целостность — человек склонен видеть непрерывные формы, а не сложные комбинации.
- Смежность — близкое во времени и пространстве воспринимается как одно.
- Общая зона — стимулы, выявленные в одной зоне воспринимаются как группа.

## Результат восприятия
Результатом процесса восприятия становится построенный образ.
Образ — субъективное видение реального мира, воспринимаемого при помощи органов чувств.
Получив образ, человек (или другой субъект) производит определение ситуации, то есть оценивает её, после чего принимает решение о своём поведении.

## Восприятие взоопсихологии
Восприятие присуще главным образом высшим живым существам; в слабых формах, позволяющих говорить лишь о зачатках восприятия, нечто подобное можно обнаружить у существ средних стадий эволюции.
Согласно теории Леонтьева, восприятие развилось в результате перехода от гомогенной среды обитания к предметно выраженной.

## Восприятие в теории психики
Восприятие — одна из психических функций, сложный процесс приёма и преобразования сенсорной информации, формирующий субъективный целостный образ объекта, воздействующего на анализаторы через совокупность ощущений, инициируемых данным объектом.
Как форма чувственного отражения предмета, восприятие включает обнаружение объекта как целого, различение отдельных признаков в объекте, выделение в нём информативного содержания, адекватного цели действия, формирование чувственного образа.
Если ощущения отражают лишь отдельные свойства предметов, то синтез множества ощущений объекта создаёт целостную картину, в которой в качестве единицы взаимодействия представлен весь предмет, в совокупности его свойств. Эта картина называется субъективным восприятием объекта.

## Социальное восприятие
Социальное восприятие — восприятие, направленное на создание представления о себе, других людях, социальных группах и социальных явлениях.
Термин был предложен Джеромом Брунером в 1947 году для обозначения феноменов социальной детерминации процессов восприятия. Современная трактовка термина была дана в рамках социальной психологии.
К механизмам социальной перцепции относят: рефлексию, идентификацию, каузальную атрибуцию.
Максимальное количество людей, с которыми человек в состоянии в постоянном режиме комфортно взаимодействовать и воспринимать, называется числом Данбара. Это число находится в диапазоне от 100 до 230, чаще всего считается равным 150. По Р. Данбару это число линейно связано с размером неокортекса.

### Эффекты восприятия
Социальному восприятию присущи некоторые особенные проявления неточности восприятия, называемые законами, эффектами или ошибками восприятия.
- Эффекты стереотипизации:

- Галоэффект (эффект ореола, эффект нимба или рога) — общее благоприятное или неблагоприятное мнение о человеке переносится на его неизвестные черты.
- Эффекты последовательности:

- Эффект первичности (эффект первого впечатления, эффект знакомства) — первая информация переоценивается по отношению к последующей.
- Эффект новизны — новой информации о неожиданном поведении хорошо знакомого, близкого человека придаётся большее значение, чем всей информации, полученной о нём ранее.

- Эффект роли — поведение, определяемое ролевыми функциями, принимается за личностную особенность.
- Эффект присутствия — чем лучше человек чем-то владеет, тем лучше он делает это на глазах у окружающих, чем в одиночестве.
- Эффект авансирования — к разочарованию приводит отсутствие приписываемых ранее несуществующих достоинств.
- Эффект снисходительности — руководитель гипертрофирует позитивные черты подчинённых и недооценивает негативные (характерно для руководителя попустительского и, в какой-то мере, демократического стиля).
- Эффект гипервзыскательности — руководитель гипертрофирует негативные черты подчинённых и недооценивает позитивные (характерно для руководителя авторитарного стиля).
- Эффект физиогномической редукции — вывод о присутствии психологической характеристики делается на основе черт внешности.
- Эффект красоты — внешне более привлекательному человеку приписывается больше положительных черт.
- Эффект ожидания — ожидая от человека определённой реакции, мы провоцируем его на неё.
- Внутригрупповой фаворитизм — «свои» кажутся лучше.

- Эффект отрицательной асимметрии начальной самооценки — во времени есть тенденция к противоположному внутригрупповому фаворитизму.

- Презумпция взаимности — человек считает, что «другой» относится к нему так, как он относится к «другому».
- Феномен предположения о сходстве — человек считает, что «свои» относятся к остальным людям так же, как он.
- Эффект проекции — человек исходит из того, что другие обладают такими же качествами, как он.
- Феномен игнорирования информационной ценности неслучившегося — информация о том, что могло бы произойти, но не произошло, игнорируется.

### Атрибуция
Атрибуция — приписывание характеристик себе или другому человеку.
Под каузальной атрибуцией понимают интерпретацию поведения партнёра по общению путём выдвижения предположений о его мотивах, намерениях, эмоциях, причинах поведения, качествах личности с последующим их приписыванием партнёру. Каузальная атрибуция тем больше определяет социальную перцепцию (восприятие), чем больше дефицит информации о партнёре по общению. Результаты приписывания могут стать материалом для формирования социальных стереотипов. Стереотипизация восприятия приводит к двум различным следствиям. Во-первых, к упрощению познания другого человека (людей). Во-вторых, к формированию предубеждений по отношению к представителям различных социальных групп (профессиональных, социо-экономических, этнических и т. д.)

### Впечатление
Впечатление — мнение, оценка, сложившиеся после знакомства, соприкосновения с кем-чем-нибудь.

#### Формирование впечатления
Формирование впечатления — процесс создания своих впечатлений о других.
Впечатления составляют:
- Образцы поведения
- Абстракции

#### Управление впечатлениями
Управление впечатлениями — поведение, направленное на формирование и контроль за впечатлением о себе других людей.
Тактики управления впечатлением:
- Усиление собственной позиции
- Усиление позиции собеседника

Самопрезентация — поведение, направленное на создание благоприятного или соответствующего чьим-то идеалам впечатления о себе.
Согласно данным исследования Гордона[какого?], произведённого в 1996 году, уровень успешности тактик управления впечатлением распределяется следующим образом:
1. Представление собеседника в лучшем свете
2. Согласие с мнением собеседника.
3. Самопрезентация
4. Комбинация 1-3
5. Оказание услуг

## Психофизиология восприятия
Наукой, занимающейся изучением физиологических механизмов восприятия является психофизиология восприятия, представляющее собой одно из направлений теоретической психофизиологии. Восприятие мира человеком осуществляется посредством его сенсорных систем при этом обрабатывается поток информации, скорость которого составляет около 11 миллионов бит в секунду.
Восприятия возникают в результате обработки сенсорной информации из которой извлекается (формируется) семантическая, прагматическая и другая информация. В случае, если сформированные восприятия (семантические содержания) недостаточно сильны для того, чтобы достичь сознание (так называемые подпороговые (сублиминальные) восприятия), они могут сохраниться в личном бессознательном, из которого в дальнейшем могут быть извлечены в область сознания, например, с применением гипноза.

### Визуальное восприятие мира
Визуальное восприятие мира осуществляется посредством зрительной системы и хотя визуальная картина мира кажется цельной, она собирается из результатов нервной деятельности нескольких десятков взаимодействующих областей мозга, специализированных на реализацию конкретных аспектов зрения. К 2000 году было идентифицировано более 30 участков коры головного мозга, связанных с глазами через зрительную зону V1 и выполняющих специфические функции обработки визуальной информации.
При формировании визуальной картины мира зрительная система человека обрабатывает поток информации в 10 миллионов бит в секунду.

### Восприятие зрительной и пространственной информации
Зрительная и пространственная информация выделяется из визуальной информации, находящейся в сенсорной иконической памяти (см. память), системами распознавания — «что» (по вентральному пути) и локализации — «где»(по дорсальному пути) выявляется семантическая информация: зрительная о свойствах объектов (о форме, цвете и распределении объектов) и пространственная (о местоположении и движении объектов).

### Восприятие лиц
С рождения младенцы интересуются человеческими лицами, однако имеют очень приблизительную модель лица и потому смотрят почти на любой круглый предмет, имеющий два «глаза» и «рот» и находящийся на расстоянии, приблизительно 20 см. К четырём или пяти месяцам дети начинают уверенно отличать лица от других предметов. Вероятно, что это связано с развитием веретенообразной (веретеновидной) извилины, участка на границе между затылочной и височной долями, вентральная поверхность которой специализируется на распознавание лиц. По всей видимости, активизация веретенообразной извилины происходит уже у двухмесячных младенцев.
При поражении этой области возникает прозопагнозия — расстройство восприятия лица, при котором теряется способность узнавать лица.
Обработка и восприятие визуальной информации о лице, осуществляется распределённой системой, состоящей из нескольких областей мозга. Ядро этой системы составляют: область в нижней затылочной извилине (OFA), обеспечивающая начальный анализ отдельных частей лица; область в веретеновидной извилине (FFA), проводящая анализ инвариантных характеристик лица и обеспечивающая узнавание человека по лицу; область в задней части верхней височной борозды (pSTS), активирующаяся при анализе изменчивых аспектов — выражения лица, движений губ при речи и направления взгляда. В расширенной системе происходит дальнейший анализ направления взгляда (межтеменная (внутритеменная) борозда — IPS), семантики (нижняя лобная извилина — IFG, передняя височная кора — ATC), эмоциональной составляющей (миндалина — Amy, островковая кора — Ins), биографической (предклинье — PreCun, задняя поясная извилина — pCiG) и другой информации. Связанная с восприятием объектов, латеральная затылочная кора (LOC), может включаться в ранний анализ структуры изображения лица. При этом выявление различных аспектов визуальной информации о лице осуществляется не автономной работой отдельных областей мозга, реализующих конкретные функции, а взаимосвязанной скоординированной их работой.
Не вся информация, связанная с восприятием лиц может достигать сознания. Так, проведённые в 2004 и 2006 годах исследования, показали, что у пациентов, которым экспонировали испуганные лица представителей других рас, наблюдалось повышение активности миндалевидного тела, в то время, как информация об эмоциях лиц на показанных картинках уровня сознания не достигала.

### Непосредственное восприятие математических свойств и соотношений
Восприятие людей и высших животных включает функцию непосредственного определения различных математических свойств и соотношений, в том числе количественных.
Люди и животные обладают непосредственным восприятием множественности, позволяющим им практически мгновенно сравнивать размеры различных групп объектов, так младенцы обладают способностью без расчётов определять соотношение размеров групп при количестве объектов в них 1:2.
Взрослые могут определять более сложные соотношения 7:8. Другой универсальной способностью восприятия является субитизация, умение мгновенно определять количество объектов в небольших группах (до четырёх).
Исследования, проводимые с применением фМРТ показывают, что количественные значения активируют участки, расположенные в лобных и задних отделах теменных долей, головного мозга. Одним из ключевых мест является внутритеменная борозда- IPS, где представлен семантический смысл чисел. У людей, страдающих дискалькулией — неспособностью к изучению арифметики, данный участок мозга меньше, чем у здоровых людей, и недостаточно активен.
Есть предположение, что в мозге образ множества чисел представлен в виде прямой, точки которой в порядке возрастания соответствуют числам.
Из-за этого время ответа, «какое из чисел больше», для близких чисел (например, 7 и 8), требует больше времени, чем для тех, разность которых велика (8 и 2).
Есть информация, что некоторые оленеводы могут мгновенно определять потерю нескольких голов в полутора, двухтысячных стадах оленей. При этом они не обладали умениями счёта больших количеств.
Первые системные исследования развития непосредственного восприятия математических характеристик, в рамках изучения развития общих когнитивных способностей детей проводил французский психолог Пиаже.